# Vertragshafen

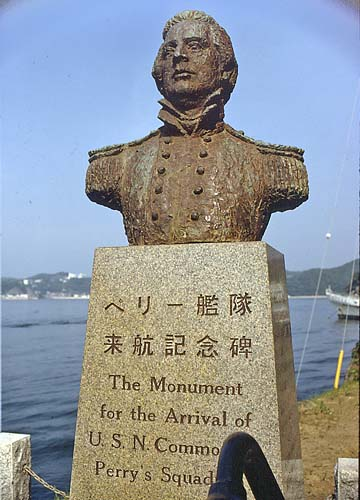
Matthew-Perry-Denkmal, Shimoda

Als Vertragshäfen oder Traktatshäfen bezeichnete man jene Häfen in China, Japan und Korea die im Rahmen der „Ungleichen Verträge“ mit den europäischen Kolonialmächten im 19. Jahrhundert für den ausländischen Handel zwangs-„geöffnet“ worden waren. Eine Sonderform sind Pachthäfen.
Faktisch handelte es sich bei den Häfen um exterritoriale Niederlassungen. Die schwachen ostasiatischen Kaiserreiche wurden gezwungen, den Kolonialmächten in ostasiatischen Hafenstädten deren eigene Verwaltung, eigene Gerichtsbarkeit, eigene Polizeigewalt und eigene Zollhoheit zu gewähren und ihnen damit Hoheitsrechte in diesen Städten zu überlassen.

## Vertragshäfen in Japan
Seit der Abwehr spanischer, portugiesischer, englischer und holländischer Handelsinteressen 1641 hatte lediglich die Insel Dejima (bei Nagasaki) als Pachthafen (bis 1859) für den ausländischen Handel zur Verfügung gestanden – streng kontrolliert, nur zweimal jährlich und nur für niederländische Schiffe.
Im Jahr 1854 erzwangen US-amerikanische Kriegsschiffe unter Commodore Matthew Perry die Öffnung des Hafens von Shimoda und lösten damit einen kulturellen und moralischen Schock und Wandel im Selbstverständnis der japanischen Nation aus. Eine russische Flotte erzwang im gleichen Jahr die Öffnung Nagasakis. Mit dem Beschuss einiger Hafenstädte (bis 1865) erzwangen Großbritannien, die Niederlande, Frankreich und die USA die Öffnung weiterer Häfen (1861 auch Preußen): Nagasaki (1855), Shimoda (1855), Hakodate (1855), Yokohama (1859), Niigata (1860), Kōbe (1863) und Osaka (1863).
Schon im bzw. nach dem Ersten Chinesisch-Japanischen Krieg erreichte das sich schnell durch brutale Verwestlichung modernisierende und massiv aufrüstende Kaiserreich Japan die Aufhebung der konsularischen Rechtszuständigkeit (1894), der Exterritorialität (17. Juli 1899) und nach dem Russisch-Japanischen Krieg, der japanischen Annexion Koreas bzw. der Chinesischen Revolution auch die Revision der letzten ausländischen Sonderrechte (Zollautonomie bis 1911) aus den „Ungleichen Verträgen“. Japans volle Souveränität wurde wiederhergestellt.

## Vertragshäfen in Korea
Nachdem im Jahre 1866 erste Versuche der Franzosen, US-Amerikaner und Russen abgewehrt worden und misslungen waren, hatte Japan seinerseits schon 1876 die Öffnung dreier koreanischer Häfen im Süden (Busan, Wŏnsan, Jemulpo (heutiges Incheon)) erzwungen. China wurde in zwei Kriegen 1885 und 1895 aus Korea verdrängt. Allerdings bekam Japan zunächst Konkurrenz von Russland, welches 1896 im Norden ebenfalls die Öffnung von Häfen erzwang (Sinŭiju). 1882–1884 schlossen auch die USA (weiterer Versuch 1871 gescheitert), Großbritannien, Deutschland, Österreich und Frankreich ähnliche „Ungleiche Verträge“ mit Korea ab. Zwischen 1905 und 1910 fiel Korea in drei Stufen völlig an Japan (bis 1945), wodurch diese Verträge ungültig wurden.

## Vertrags- und Pachthäfen in China

### Vertragshäfen in China

Vertragshäfen in China 1842 bis 1911 (Grenzen um 1900)

Bis 1842 war nur Kanton für den Handel mit europäischen Mächten zugelassen, was dem Chinesischen Kaiserreich eine nahezu vollständige Kontrolle z. B. des Opiumhandels ermöglichte.
Nach dem Ersten Opiumkrieg erzwang Großbritannien 1842 auch die Öffnung von Xiamen (Amoy), Fuzhou, Ningbo und Shanghai. Nach dem britisch-französischen Sieg 1860 im Zweiten Opiumkrieg kamen Dengzhou, Hankou, Jiujiang, Kaohsiung, Nanjing, Niuzhuang, Qiongzhou, Shantou, Tamsui und Zhenjiang sowie etwas später Tianjin dazu. Diese und weitere „geöffnete Städte“ auch weit im Landesinneren standen seit Ende der 1860er Jahre allen Nationen gleichermaßen offen (Politik der offenen Tür). Durch Kapitalexport und den Bau von Eisenbahnlinien (im Besitz ausländischer Gesellschaften) von diesen Brückenköpfen bis ins Landesinnere wurde China von den Kolonialmächten in Einflusszonen aufgeteilt. Mit dem Handel wurde auch die christliche Mission freigegeben, Kaufleute und Missionare genossen Freizügigkeit und Immunität, was zum Boxeraufstand 1895–1901 mitbeitrug.
Bis zur chinesischen Revolution 1911 kamen noch zahlreiche weitere offene Städte, Vertragshäfen und auch Pachthäfen hinzu. In den Häfen bestanden Zolldirektionen mit Europäern als Vorständen, welche alle wiederum einem britischen Generalzollinspektor in Peking unterstanden.

Kartenskizze der Vertragshäfen und Eisenbahnen in China (1901)
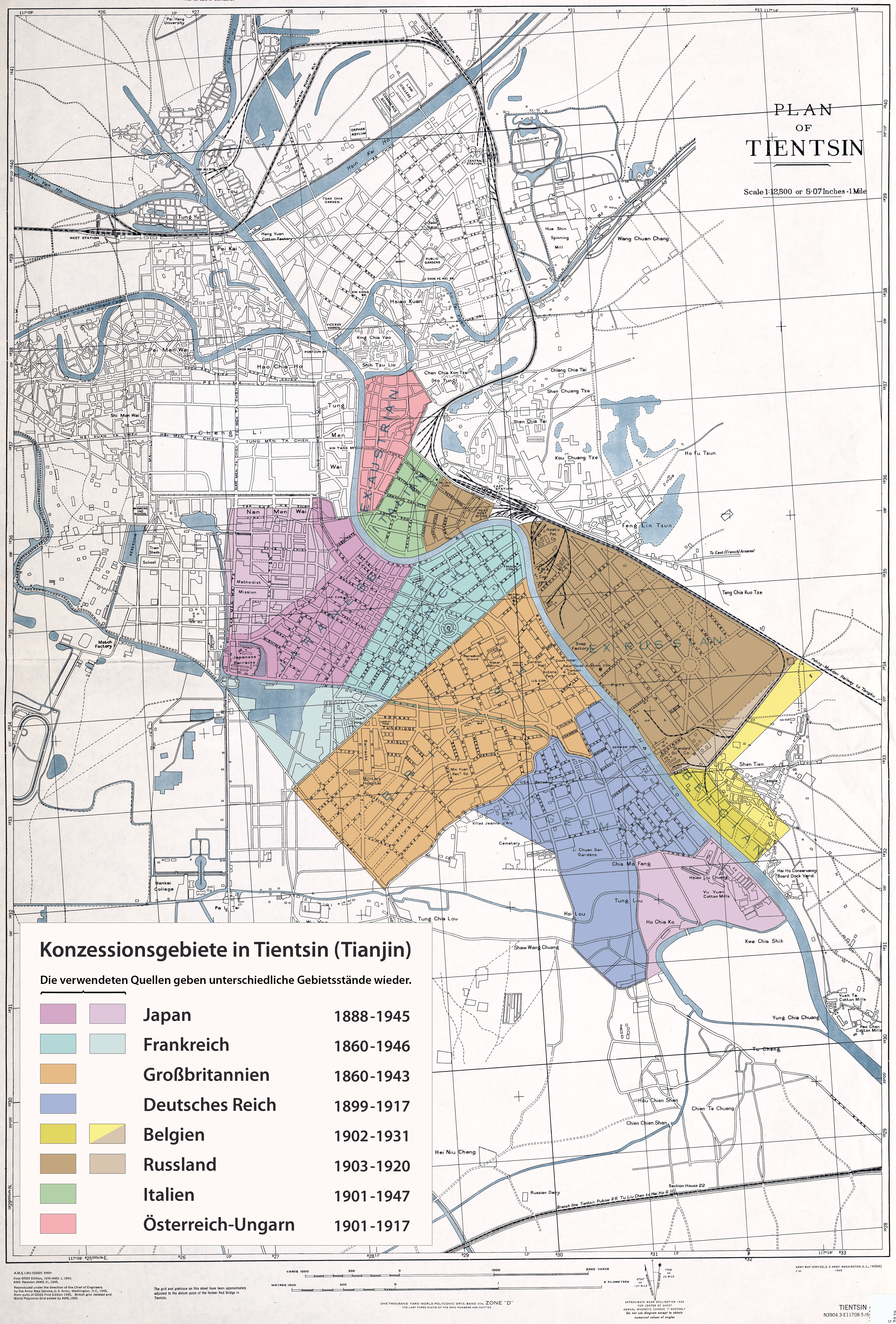
Tianjin: Das Acht-Mächte-Gebiet

### Pachthäfen in China
Neben den schon vorher bestehenden Kolonien Macau und Hong Kong Island zwangen die imperialistischen Großmächte China im Jahre 1898 zur Abtretung weiterer Gebiete. Die chinesische Regierung musste Hafenstädte für 25 bis 99 Jahre an Großbritannien, Frankreich, Russland, Deutschland und Japan verpachten.
- Vereinigtes Königreich: Kowloon (1860) und New Territories (1898) in Hongkong, Weihaiwei bzw. Weihai (1898)
- Deutsches Reich: Kiautschou bzw. Tsingtao (1897/98)
- Russland: Dairen und Port Arthur bzw. Dalian auf der Halbinsel Liangtung (1898)
- Frankreich: Kwangtschouwan bzw. Zhanjiang (1898)

Ein Pachtvorhaben der USA in der Samsah-Bai (Provinz Fukien) blieb jedoch 1892–98 und 1900 erfolglos bzw. scheiterte an der Konkurrenz Japans.
Nach den Niederlagen Russlands und Deutschlands im Russisch-Japanischen Krieg und dem Ersten Weltkrieg fielen Port Arthur und Tsingtao nicht an China zurück, sondern an Japan (Tsingtao bis 1922, Dairen und Dalian bis 1945).
Erst 1930 erreichte die nationalistische Kuomintang-Regierung eine teilweise, 1943 eine vollständige Aufhebung der Vertrags- und Pachthäfen sowie eine Revision der „Ungleichen Verträge“, Frankreich verzichtete 1946 endgültig auf alle Sonderrechte. Dalian/Port Arthur jedoch übernahm 1945–55 zunächst die Sowjetunion.
Die 1997 bzw. 1999 zurückgewonnenen Hafenstädte (Sonderverwaltungszonen) Hongkong und Macao sowie Zhuhai, Shenzhen, Shantou, Xiamen und die Insel Hainan sind heute Sonderwirtschaftszonen Chinas. Darüber hinaus hat die Volksrepublik die gesamte Küste von der koreanischen bis zur vietnamesischen Grenze (ausgenommen die Mündung des Huang He) zum offenen Küstengebiet sowie die Häfen Dalian, Qinhuandgao, Tianjin, Yantai (nahe Weihai), Qingdao (Tsingtao), Lianyungang, Nantong, Shanghai, Wenzhou, Fuzhou, Guangzhou (Kanton), Zhanjiang und Behei wieder zu offenen Küstenstädten erklärt – diesmal zu chinesischen Bedingungen. Zudem wurden zahlreiche Städte im Landesinneren erneut geöffnet.

## Sonstiges
Wie das chinesische Dalian waren auch das finnische Hanko und Porkkala bis 1955 sowjetische Pachthäfen.
Nach der Unabhängigkeit des Irischen Freistaats im Jahr 1922 verblieben drei sogenannte Treaty Ports (wörtliche übersetzt: Vertrags-Häfen) bis 1938 unter der Kontrolle des Vereinigten Königreichs.
Noch heute pachten Binnenstaaten Teile von Hafenstädten anderer Staaten, um ihren Handel dort zollfrei abwickeln zu können. So ist z. B. seit 1929 der Moldauhafen im Hamburger Freihafen für 99 Jahre an Tschechien verpachtet. Das Pachtgebiet Guantanamo-Bucht auf Kuba ist gegen den Willen der kubanischen Regierung, die die Verlängerung der Pachtlaufzeit als ungültig ansieht, weiterhin von den USA als Militärstützpunkt genutzt, die britische Indik-Insel Diego Garcia hingegen mit Zustimmung Londons gepachtet.
Vertragshäfen wiederum können allgemein auch normale Häfen sein, deren Staaten Schiffen anderer (meist entfernter) Staaten normale oder spezielle Nutzungsrechte in diesen Häfen gewähren. So hatte z. B. die Sowjetunion zahlreiche (auch militärisch genutzte) Vertragshäfen in afrikanischen oder arabischen Staaten, die USA haben bis heute z. B. Sonderrechte auf den militärisch gesperrten Azoren (Portugal) oder Okinawa (Japan).